# Seznam katastrálních území v okrese Hodonín
Zde je uveden kompletní výčet katastrálních území okresu Hodonín, včetně jejich rozlohy a evidenčních částí obcí, které na nich leží.

## Seznam katastrálních území
V okrese Hodonín se nachází 90 katastrálních území, celková rozloha okresu činí 1098,98 km².
| Název KÚ                        | Části obce                      | Obec                           | Výměra (v km²) |
| ------------------------------- | ------------------------------- | ------------------------------ | -------------- |
| Archlebov                       | Archlebov                       | Archlebov                      | 13,33          |
| Blatnice pod Svatým Antonínkem  | Blatnice pod Svatým Antonínkem  | Blatnice pod Svatým Antonínkem | 13,90          |
| Blatnička                       | Blatnička                       | Blatnička                      | 8,82           |
| Bohuslavice u Kyjova            | Bohuslavice                     | Kyjov                          | 16,72          |
| Boršov u Kyjova                 | Boršov                          | Kyjov                          | 3,34           |
| Bukovany u Kyjova               | Bukovany                        | Bukovany                       | 3,29           |
| Bzenec                          | Bzenec                          | Bzenec                         | 40,34          |
| Čejč                            | Čejč                            | Čejč                           | 13,29          |
| Čejkovice                       | Čejkovice                       | Čejkovice                      | 25,03          |
| Čeložnice                       | Čeložnice                       | Čeložnice                      | 6,31           |
| Dambořice                       | Dambořice                       | Dambořice                      | 23,18          |
| Dolní Bojanovice                | Dolní Bojanovice                | Dolní Bojanovice               | 19,91          |
| Domanín                         | Domanín                         | Domanín                        | 7,01           |
| Dražůvky                        | Dražůvky                        | Dražůvky                       | 5,16           |
| Dubňany                         | Dubňany                         | Dubňany                        | 22,58          |
| Hodonín                         | Hodonín                         | Hodonín                        | 63,31          |
| Hovorany                        | Hovorany                        | Hovorany                       | 20,99          |
| Hroznová Lhota                  | Hroznová Lhota                  | Hroznová Lhota                 | 9,05           |
| Hrubá Vrbka                     | Hrubá Vrbka                     | Hrubá Vrbka                    | 13,18          |
| Hýsly                           | Hýsly                           | Hýsly                          | 8,25           |
| Javorník nad Veličkou           | Javorník                        | Javorník                       | 24,43          |
| Ježov                           | Ježov                           | Ježov                          | 5,92           |
| Josefov u Hodonína              | Josefov                         | Josefov                        | 7,08           |
| Karlín na Moravě                | Karlín                          | Karlín                         | 2,24           |
| Kelčany                         | Kelčany                         | Kelčany                        | 2,61           |
| Kněždub                         | Kněždub                         | Kněždub                        | 16,09          |
| Kostelec u Kyjova               | Kostelec                        | Kostelec                       | 5,08           |
| Kozojídky                       | Kozojídky                       | Kozojídky                      | 2,92           |
| Kuželov                         | Kuželov                         | Kuželov                        | 10,16          |
| Kyjov                           | Kyjov                           | Kyjov                          | 7,54           |
| Labuty                          | Labuty                          | Labuty                         | 2,29           |
| Lidéřovice na Moravě            | Lidéřovice                      | Vnorovy                        | 3,61           |
| Lipov                           | Lipov                           | Lipov                          | 15,12          |
| Louka u Ostrohu                 | Louka                           | Louka                          | 9,54           |
| Lovčice u Kyjova                | Lovčice                         | Lovčice                        | 16,50          |
| Lužice u Hodonína               | Lužice                          | Lužice                         | 7,62           |
| Malá Vrbka                      | Malá Vrbka                      | Malá Vrbka                     | 4,45           |
| Mikulčice                       | Mikulčice, Těšice               | Mikulčice                      | 15,30          |
| Milokošť                        | Milokošť                        | Veselí nad Moravou             | 5,94           |
| Milotice u Kyjova               | Milotice                        | Milotice                       | 12,59          |
| Mistřín                         | Mistřín                         | Svatobořice-Mistřín            | 10,62          |
| Moravany u Kyjova               | Moravany                        | Moravany                       | 10,90          |
| Moravský Písek                  | Moravský Písek                  | Moravský Písek                 | 14,89          |
| Mouchnice                       | Mouchnice                       | Mouchnice                      | 12,73          |
| Mutěnice                        | Mutěnice                        | Mutěnice                       | 32,38          |
| Násedlovice                     | Násedlovice                     | Násedlovice                    | 13,05          |
| Nechvalín                       | Nechvalín                       | Nechvalín                      | 4,23           |
| Nenkovice                       | Nenkovice                       | Nenkovice                      | 6,55           |
| Nětčice u Kyjova                | Boršov, Kyjov, Nětčice          | Kyjov                          | 2,28           |
| Nová Lhota u Veselí nad Moravou | Nová Lhota, Vápenky             | Nová Lhota                     | 25,87          |
| Nový Poddvorov                  | Nový Poddvorov                  | Nový Poddvorov                 | 2,97           |
| Ostrovánky                      | Ostrovánky                      | Ostrovánky                     | 1,63           |
| Petrov u Hodonína               | Petrov                          | Petrov                         | 11,65          |
| Prušánky                        | Prušánky                        | Prušánky                       | 14,14          |
| Radějov u Strážnice             | Radějov                         | Radějov                        | 24,11          |
| Ratíškovice                     | Ratíškovice                     | Ratíškovice                    | 12,59          |
| Rohatec                         | Rohatec                         | Rohatec                        | 17,45          |
| Skalka u Kyjova                 | Skalka                          | Skalka                         | 3,03           |
| Skoronice                       | Skoronice                       | Skoronice                      | 5,44           |
| Sobůlky                         | Sobůlky                         | Sobůlky                        | 6,98           |
| Starý Poddvorov                 | Starý Poddvorov                 | Starý Poddvorov                | 5,46           |
| Stavěšice                       | Stavěšice                       | Stavěšice                      | 4,93           |
| Strážnice na Moravě             | Strážnice                       | Strážnice                      | 31,41          |
| Strážovice                      | Strážovice                      | Strážovice                     | 6,02           |
| Sudoměřice                      | Sudoměřice                      | Sudoměřice                     | 9,33           |
| Suchov                          | Suchov                          | Suchov                         | 14,46          |
| Svatobořice                     | Svatobořice                     | Svatobořice-Mistřín            | 12,50          |
| Syrovín                         | Syrovín                         | Syrovín                        | 4,08           |
| Šardice                         | Šardice                         | Šardice                        | 17,29          |
| Tasov nad Veličkou              | Tasov                           | Tasov                          | 6,37           |
| Těmice u Hodonína               | Těmice                          | Těmice                         | 3,79           |
| Terezín u Čejče                 | Terezín                         | Terezín                        | 3,74           |
| Tvarožná Lhota                  | Tvarožná Lhota                  | Tvarožná Lhota                 | 17,45          |
| Uhřice u Kyjova                 | Uhřice                          | Uhřice                         | 7,07           |
| Vacenovice u Kyjova             | Vacenovice                      | Vacenovice                     | 14,65          |
| Velká nad Veličkou              | Velká nad Veličkou              | Velká nad Veličkou             | 25,91          |
| Veselí nad Moravou              | Veselí nad Moravou              | Veselí nad Moravou             | 8,46           |
| Veselí-Předměstí                | Veselí nad Moravou              | Veselí nad Moravou             | 15,25          |
| Věteřov                         | Věteřov                         | Věteřov                        | 8,18           |
| Vlkoš u Kyjova                  | Vlkoš                           | Vlkoš                          | 8,64           |
| Vnorovy                         | Vnorovy                         | Vnorovy                        | 13,27          |
| Vracov                          | Vracov                          | Vracov                         | 44,40          |
| Vřesovice                       | Vřesovice                       | Vřesovice                      | 6,53           |
| Zarazice                        | Zarazice                        | Veselí nad Moravou             | 5,81           |
| Žádovice                        | Žádovice                        | Žádovice                       | 5,57           |
| Žarošice                        | Silničná, Zdravá Voda, Žarošice | Žarošice                       | 14,67          |
| Ždánice                         | Ždánice                         | Ždánice                        | 20,82          |
| Želetice u Kyjova               | Želetice                        | Želetice                       | 6,11           |
| Žeravice u Kyjova               | Žeravice                        | Žeravice                       | 7,00           |
| Žeraviny                        | Žeraviny                        | Žeraviny                       | 2,31           |
| Celková výměra (v km²)          | Celková výměra (v km²)          | Celková výměra (v km²)         | 1098,98        |

## Zrušená katastrální území
V této tabulce jsou uvedena katastrální území na území dnešního okresu Hodonín, která byla v minulosti zrušena.
| Název KÚ | Sídla    | Současná obec | Rok zrušení | Začleněno do KÚ   |
| -------- | -------- | ------------- | ----------- | ----------------- |
| Těšice   | Těšice   | Mikulčice     | 1980        | Mikulčice         |
| Zvolenov | Zvolenov | Petrov        | 1955        | Petrov u Hodonína |